# Marion Lüttge

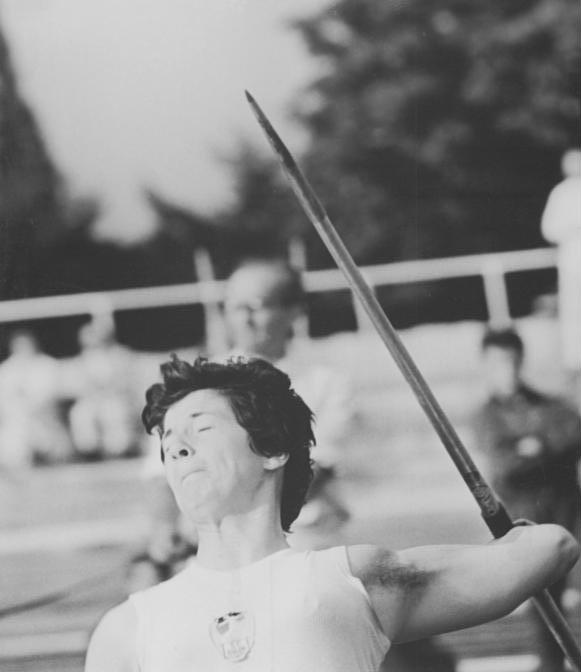
Marion Gräfe wirft bei den DDR-Meisterschaften 1963 neuen Landesrekord mit 58,45 m

Marion Lüttge, geborene Gräfe (* 25. November 1941 in Leipzig), ist eine ehemalige deutsche Leichtathletin, die – für die DDR startend – in den 1960er Jahren zu den besten Speerwerferinnen gehörte. 
Marion Lüttge war erst Chemiefacharbeiterin, bildete sich dann aber zur Sportlehrerin fort. 1963 heiratete sie den Hammerwerfer Friedrich Lüttge, den Bruder der Kugelstoßerin Johanna Lüttge.
Sie war 1962, 1963 und 1966 DDR-Meisterin im Speerwurf. Marion Lüttge stellte drei DDR-Rekorde im Speerwurf auf, den letzten am 2. September 1966 mit ihrer persönlichen Bestleistung von 59,70 m in der Qualifikation bei den Europameisterschaften in Budapest. 
Ebenfalls dreimal nahm sie an Leichtathletik-Europameisterschaften teil:
- 1962: Platz 10 mit 46,28 m
- 1966: Platz 1 mit 58,74 m
- 1969: Platz 7 mit 53,76 m